# Дренжек
Дренжек (пол. Drężek) — село в Польщі, у гміні Мишинець Остроленцького повіту Мазовецького воєводства.
Населення — 203 особи (2011).
У 1975-1998 роках село належало до Остроленцького воєводства.

## Демографія
Демографічна структура станом на 31 березня 2011 року:
|          | Загалом | Допрацездатний вік | Працездатний вік | Постпрацездатний вік |
| -------- | ------- | ------------------ | ---------------- | -------------------- |
| Чоловіки | 106     | 18                 | 75               | 13                   |
| Жінки    | 97      | 29                 | 45               | 23                   |
| Разом    | 203     | 47                 | 120              | 36                   |